# Cathédrale de l'Assomption de Lecce
La cathédrale de Lecce (en italien : duomo di Lecce) ou cathédrale de Notre-Dame-de-l'Assomption (cattedrale di Santa Maria Assunta) est la cathédrale de la ville de Lecce dans la région des Pouilles en Italie. C'est l'une des cathédrales les plus importantes d'Italie du Sud tant par son rôle de métropole religieuse de la région que par la richesse de son patrimoine artistique. Dédiée à l'Assomption de sainte Marie, elle est le siège de l'archidiocèse de Lecce. Le duomo se distingue par son architecture baroque exceptionnelle du XVIIe siècle, son campanile de 70 mètres de haut et par la place, baroque aussi, sur laquelle elle donne et qui est l'une des plus belles places d'Italie en même temps qu'un chef-d'œuvre de composition monumentale.

## La cathédrale et sa place

### Leduomoet le campanile

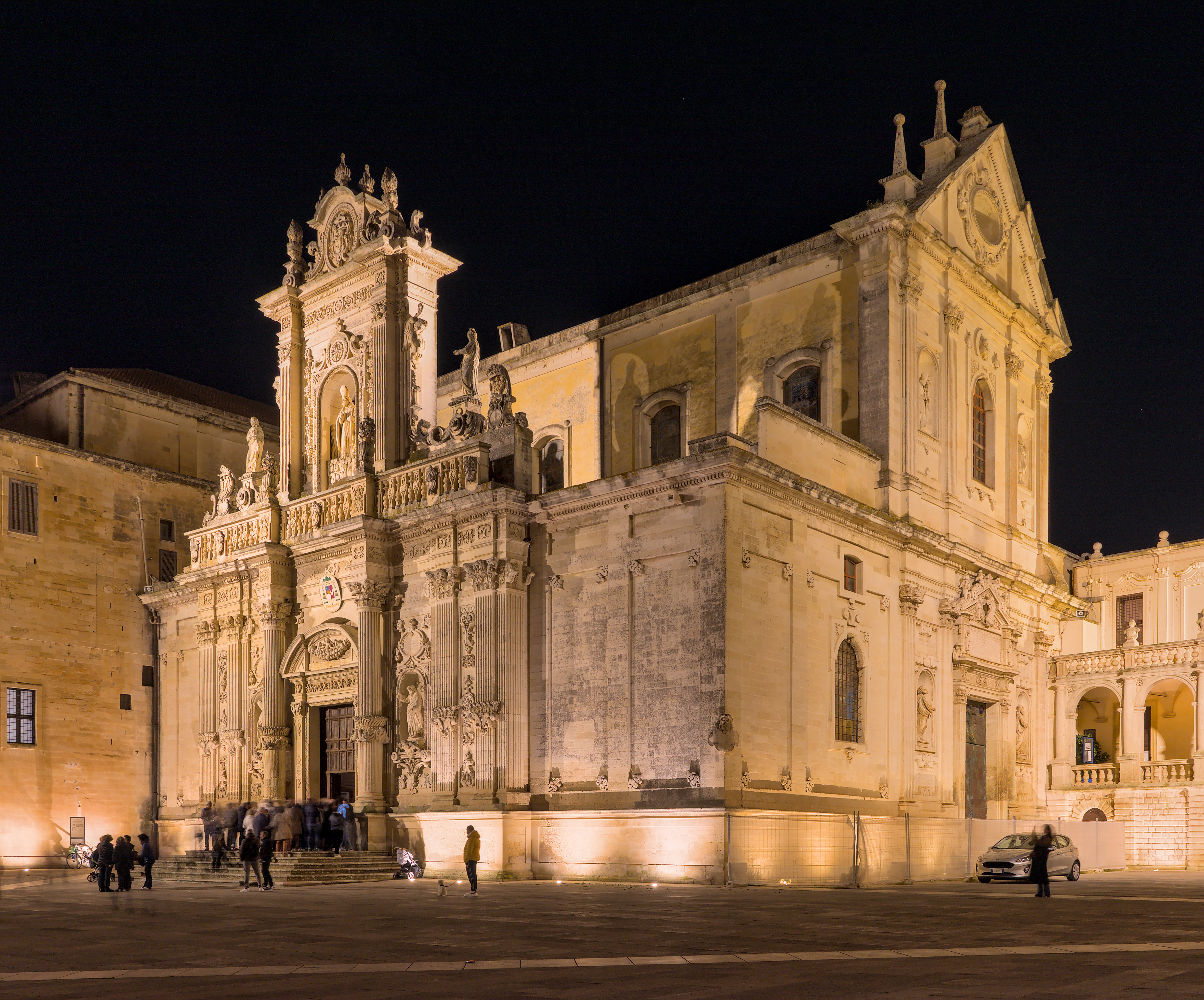
La cathédrale de nuit : sur la gauche la façade nord et sur la droite la façade ouest.

Un premier édifice fut construit dès 1144 puis un autre en 1230 et fut finalement entièrement reconstruit en style baroque par l'architecte Giuseppe Zimbalo, à la demande de l'archevêque Luigi Pappacoda, de 1659 à 1670. Le duomo actuel possède deux façades baroques : la première, qui est la principale car elle donne à l'ouest, est assez sobre dans sa décoration par rapport à la seconde, sur le côté nord, qui fait face à la place et qui pour cette raison est richement décorée et ornée de statues.
L'intérieur de la cathédrale dont le plan est en croix latine comporte douze autels baroques outre le maître autel, la plupart datant de la fin du XVIIe siècle et étant fortement ouvragés. De nombreux tableaux de l'école de Lecce des XVIIe et XVIIIe siècles (dont des toiles de Oronzo Tiso) viennent enrichir le tout. Le plafond à caissons est lui aussi orné de toiles des XVIIe et XVIIIe siècles. Une crypte du XIIe siècle avec des ajouts baroques du XVIIe siècle se trouve sous la cathédrale.
Entre 1661 et 1682, Zimbalo construit aussi le campanile de 70 mètres de haut - l'un des plus hauts d'Europe - qui flanque le duomo et domine la ville et ses environs. Il est divisé en cinq étages et se termine avec une loggia octagonale surmontée par une statue de Sant'Oronzo, le saint patron de la ville, juchée sur le toit.

### Lapiazza del Duomo
C'est à la même époque (XVIIe et XVIIIe siècles) que l'ensemble architectural de la piazza del Duomo (place de la Cathédrale) est construit : une partie de cette place, qui est en fait une sorte de cour monumentale carrée ne comportant qu'une ouverture au nord, est occupée par la cathédrale elle-même et son campanile. Le reste de la place est bordé par le palais archiépiscopal, rebâti en style baroque en 1649 et restructuré par l'architecte Emanuele Manieri en 1761, par le palais du Séminaire, bâti par Giuseppe Cino entre 1694 et 1709, des  propylées, sorte de porte monumentale ornée de statues et œuvre d'Emanuele Manieri qui constitue le seul accès à la place, et par d'autres palais dont un bâti, encore une fois, par Manieri. Cette place, qui a été réalisée par les trois plus grands architectes de la ville (Giuseppe Zimbalo, Giuseppe Cino et Emanuele Manieri) est le chef-d'œuvre du baroque de Lecce tant par sa dimension que par l'harmonie et la richesse de l'ensemble qui sert de décor à l'imposante cathédrale.
Cet ensemble témoigne de la richesse de Lecce à partir de la fin de la renaissance jusqu'au XVIIIe siècle et de l'originalité du style baroque qui y a été développé, notamment grâce à la pierre de Lecce qui, pouvant être aisément travaillée, permet la profusion des détails et des décors sculpturaux et qui, par sa teinte blonde caractéristique, confère un aspect léger et lumineux aux édifices.

## Galerie

Extérieur
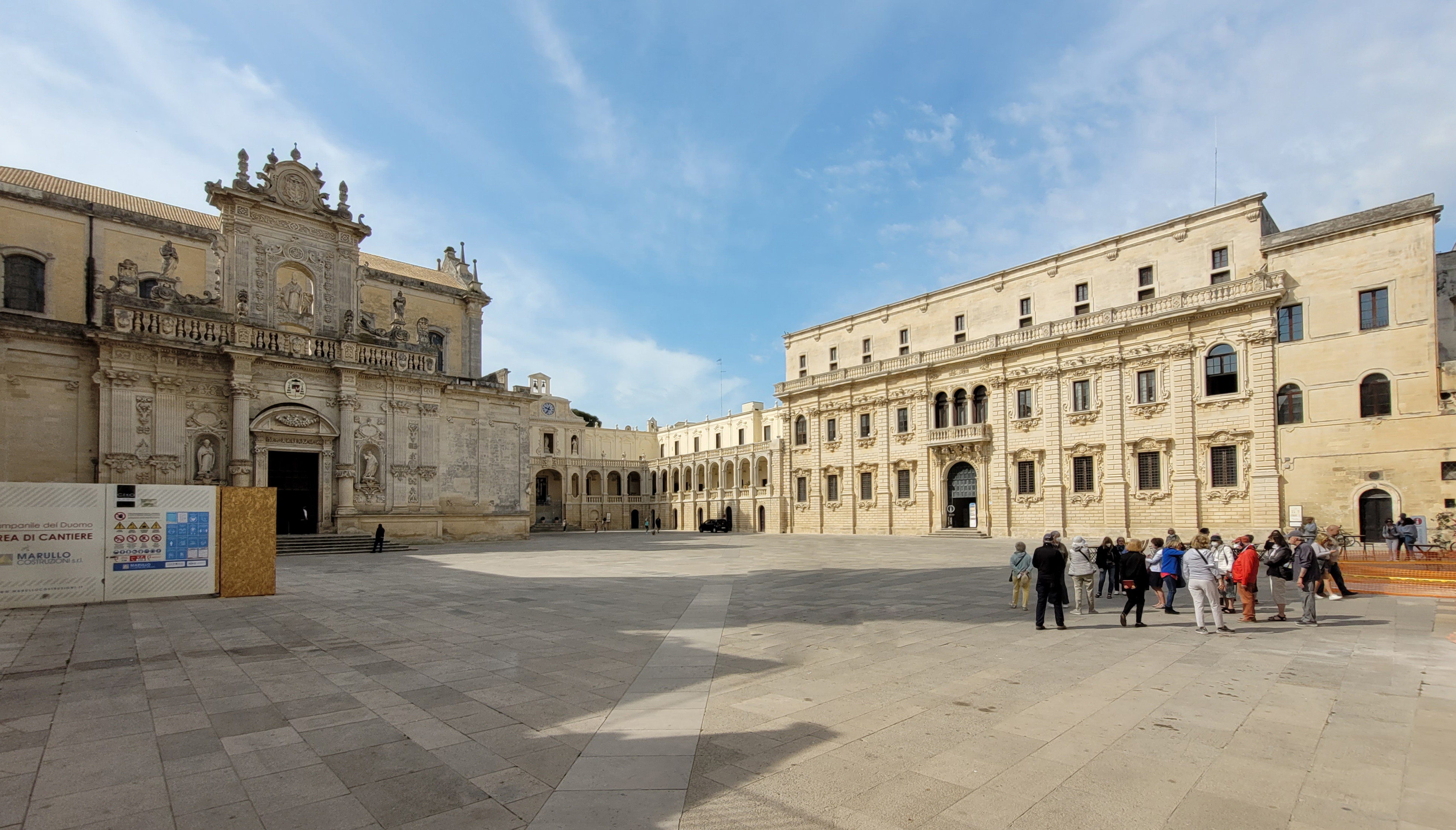
La place de jour avec sur la gauche la façade nord de la cathédrale, au centre le palais épiscopal et à droite le palais du Séminaire.
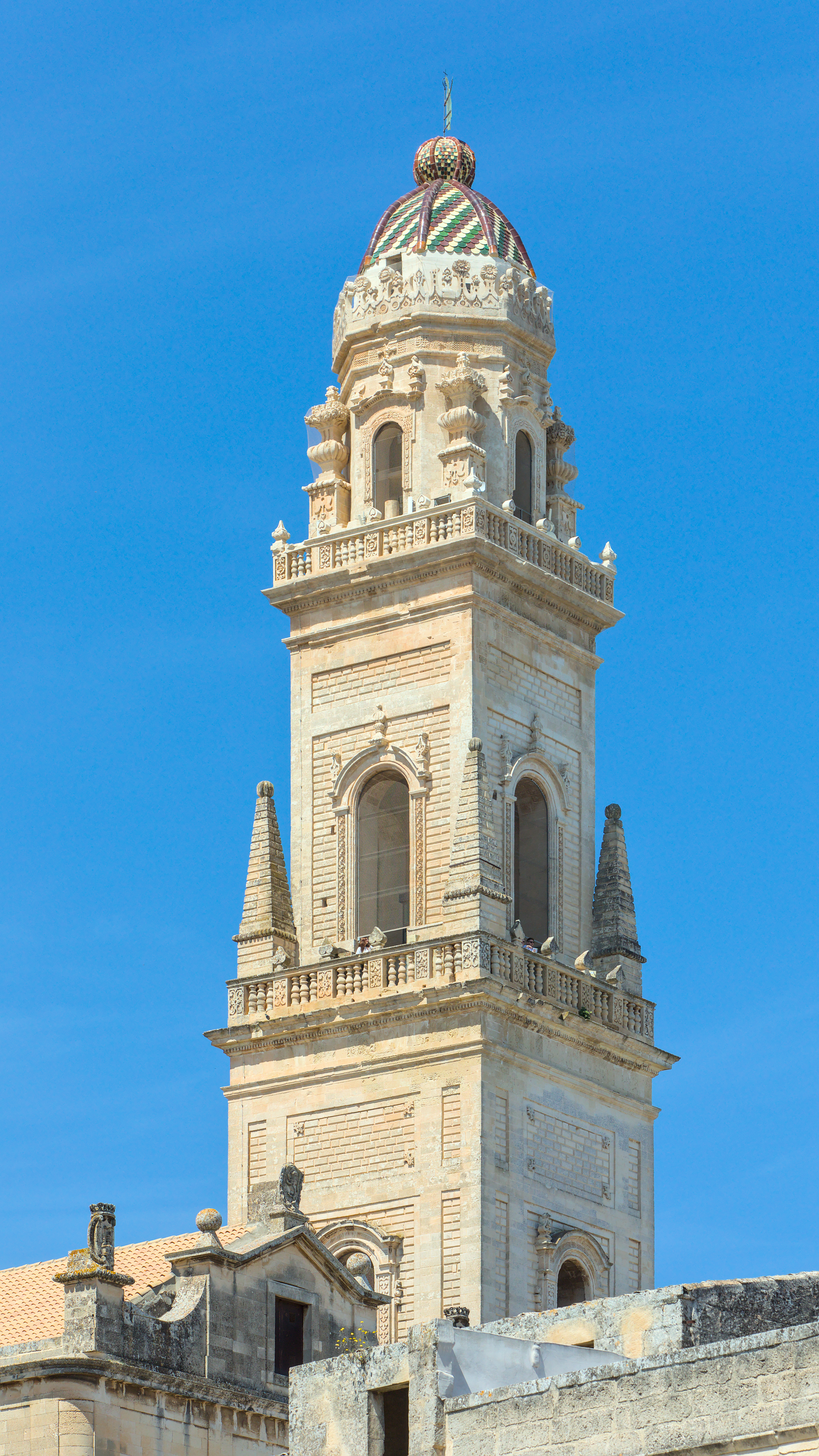
Le campanile.
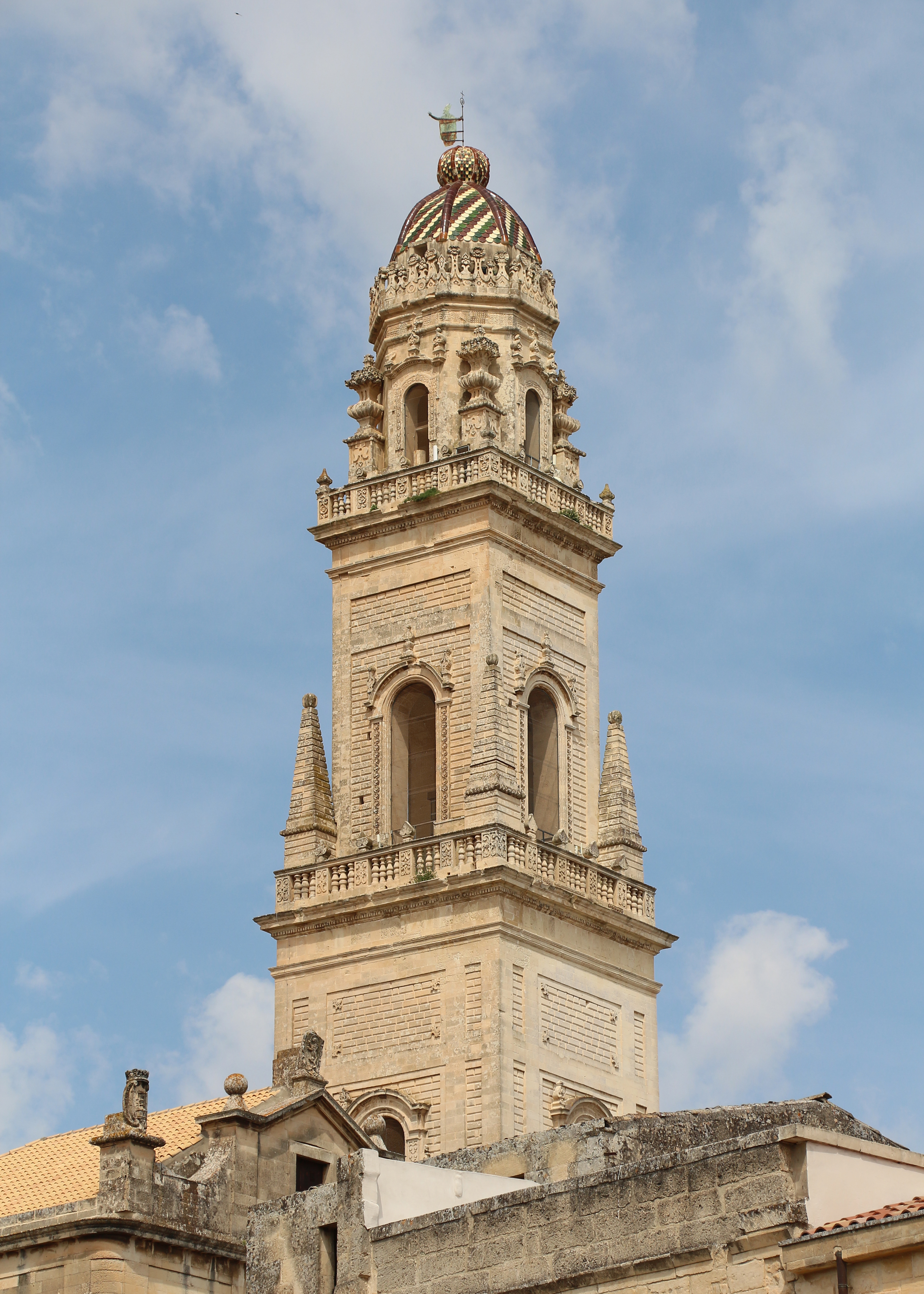
Autre vue du campanile.
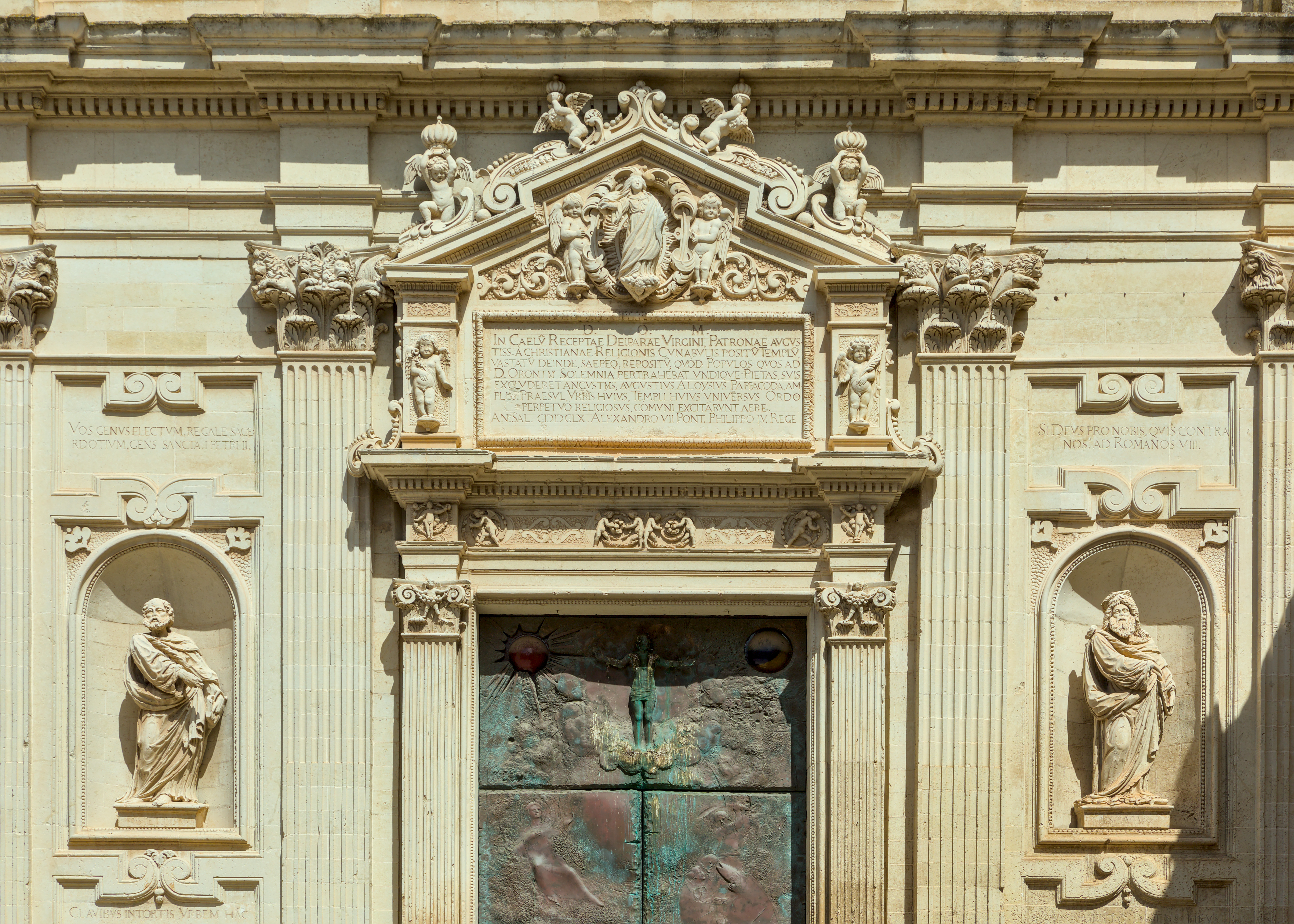
Façade ouest qui devrait être la façade principale mais, qui ne donnant pas de plain-pied sur la place, est détrônée par la façade nord, plus ouvragée et par laquelle on accède à l'édifice.
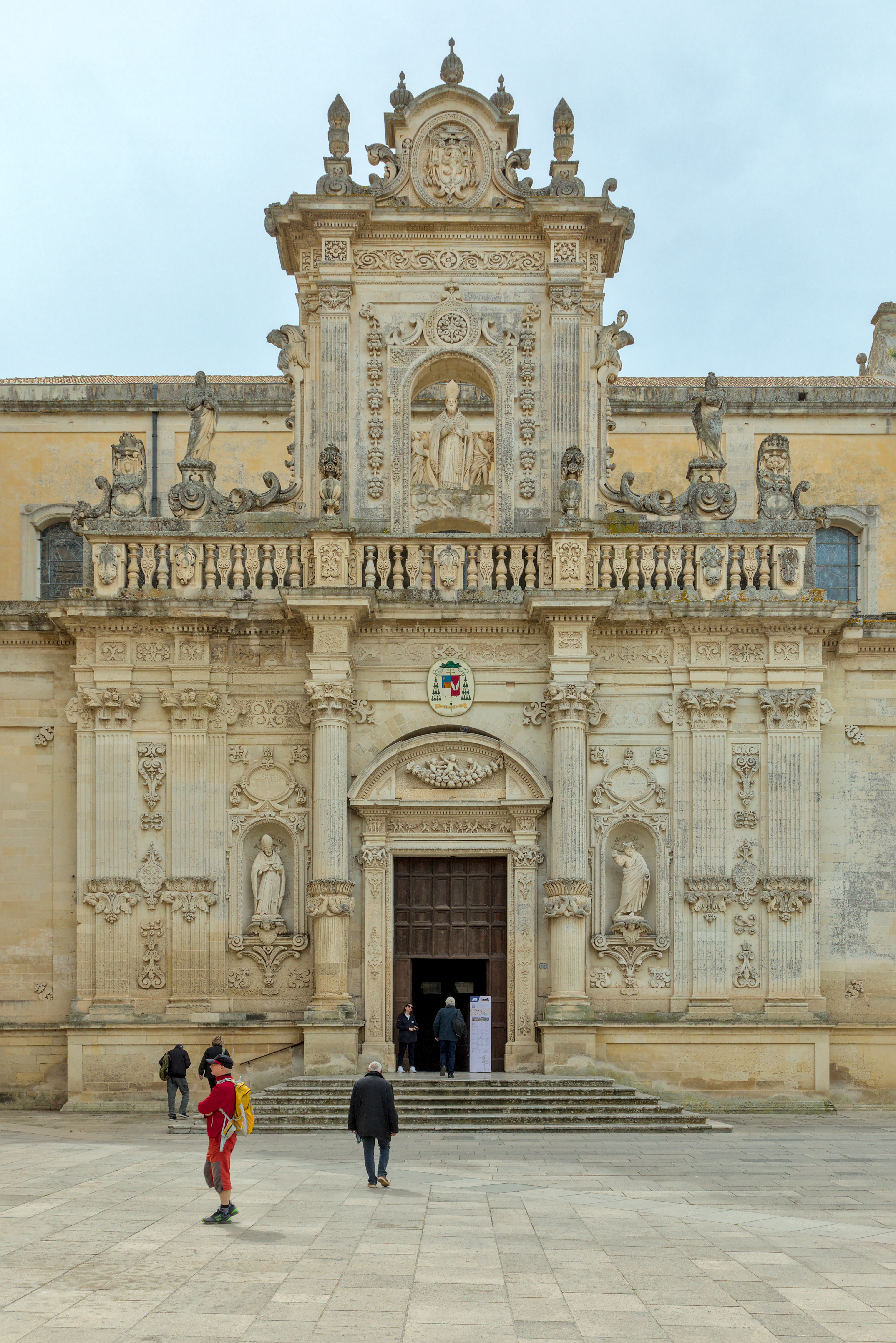
Façade nord, donnant de plain pied sur la place.
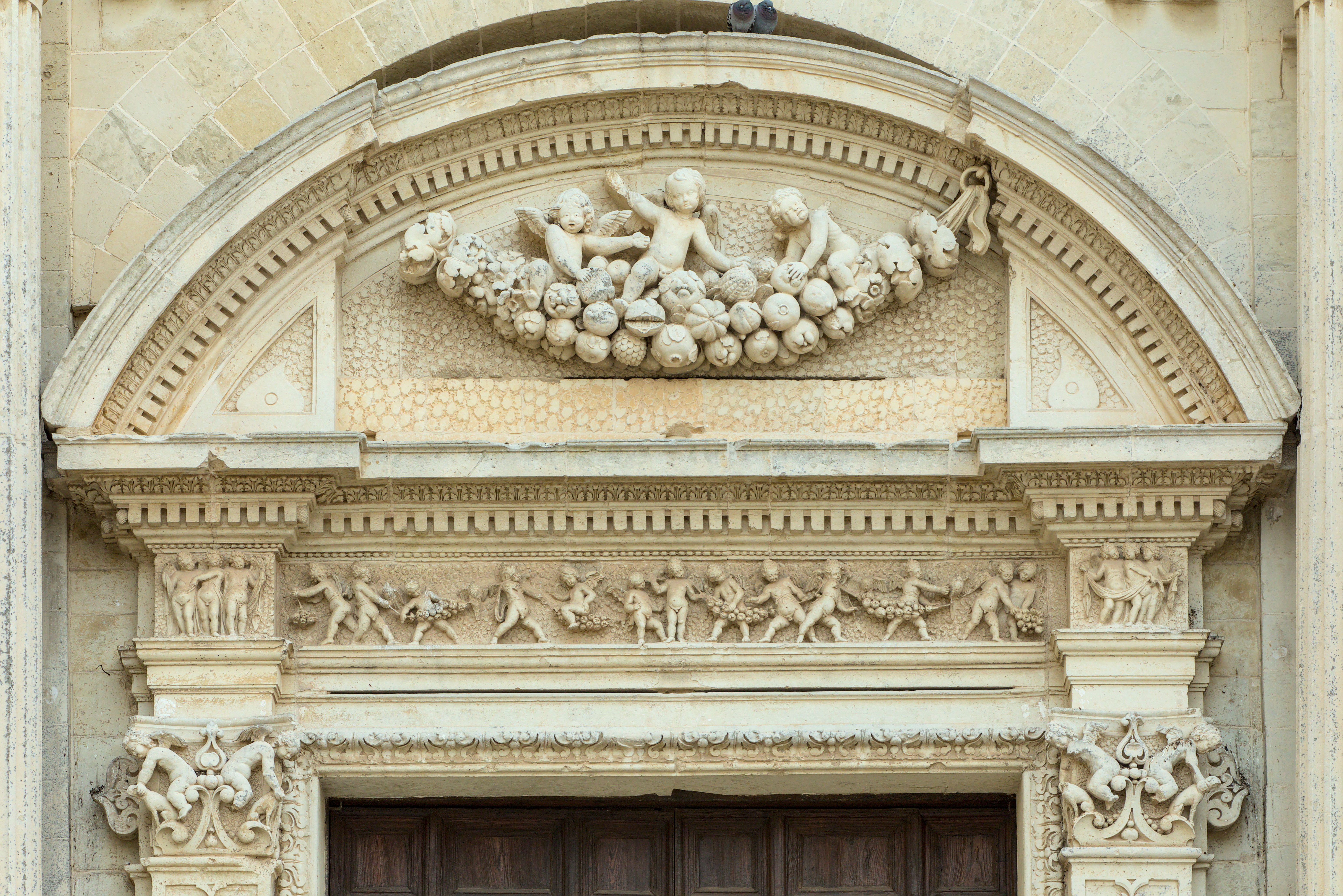
Détail du portail nord.
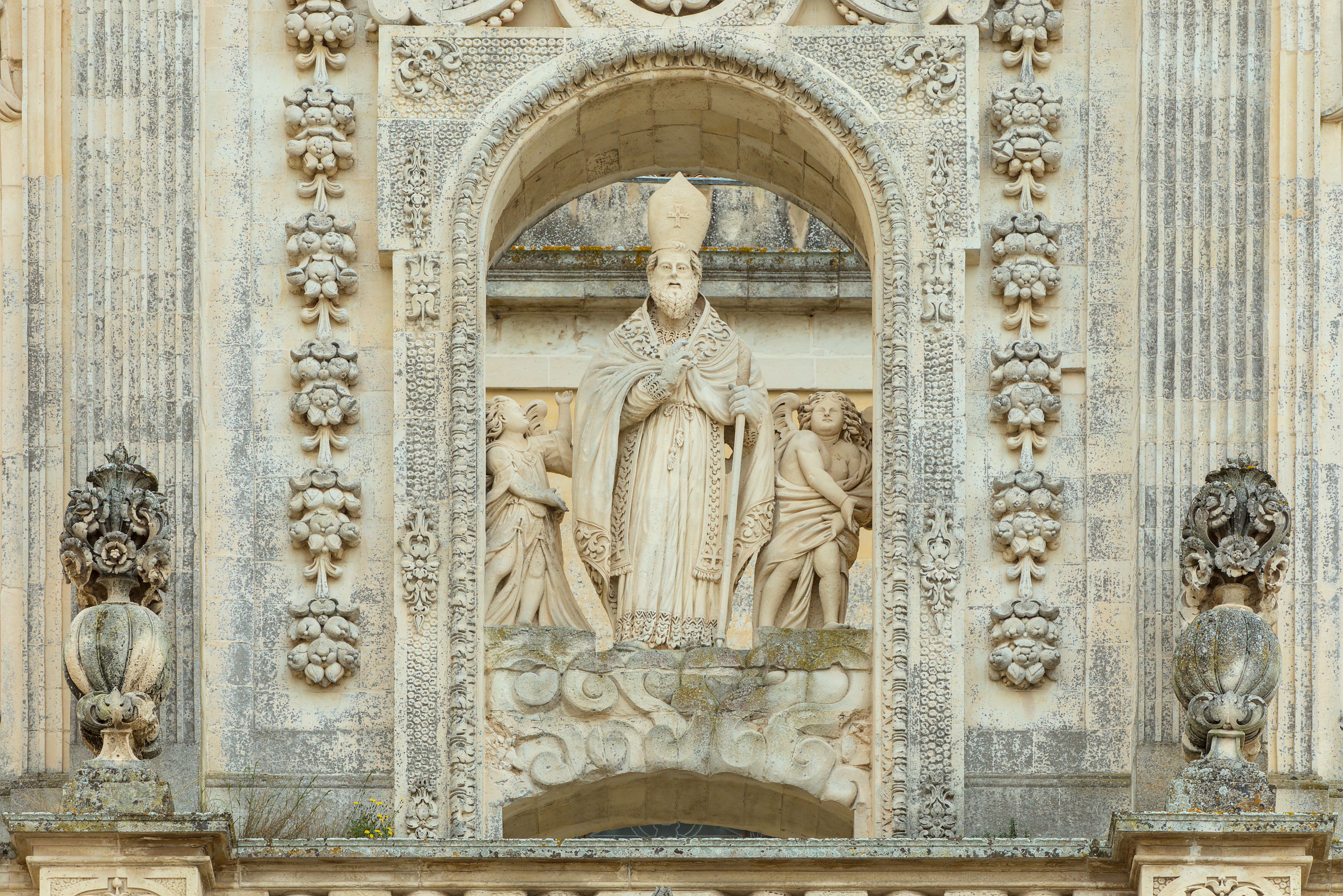
Détail de la façade nord.
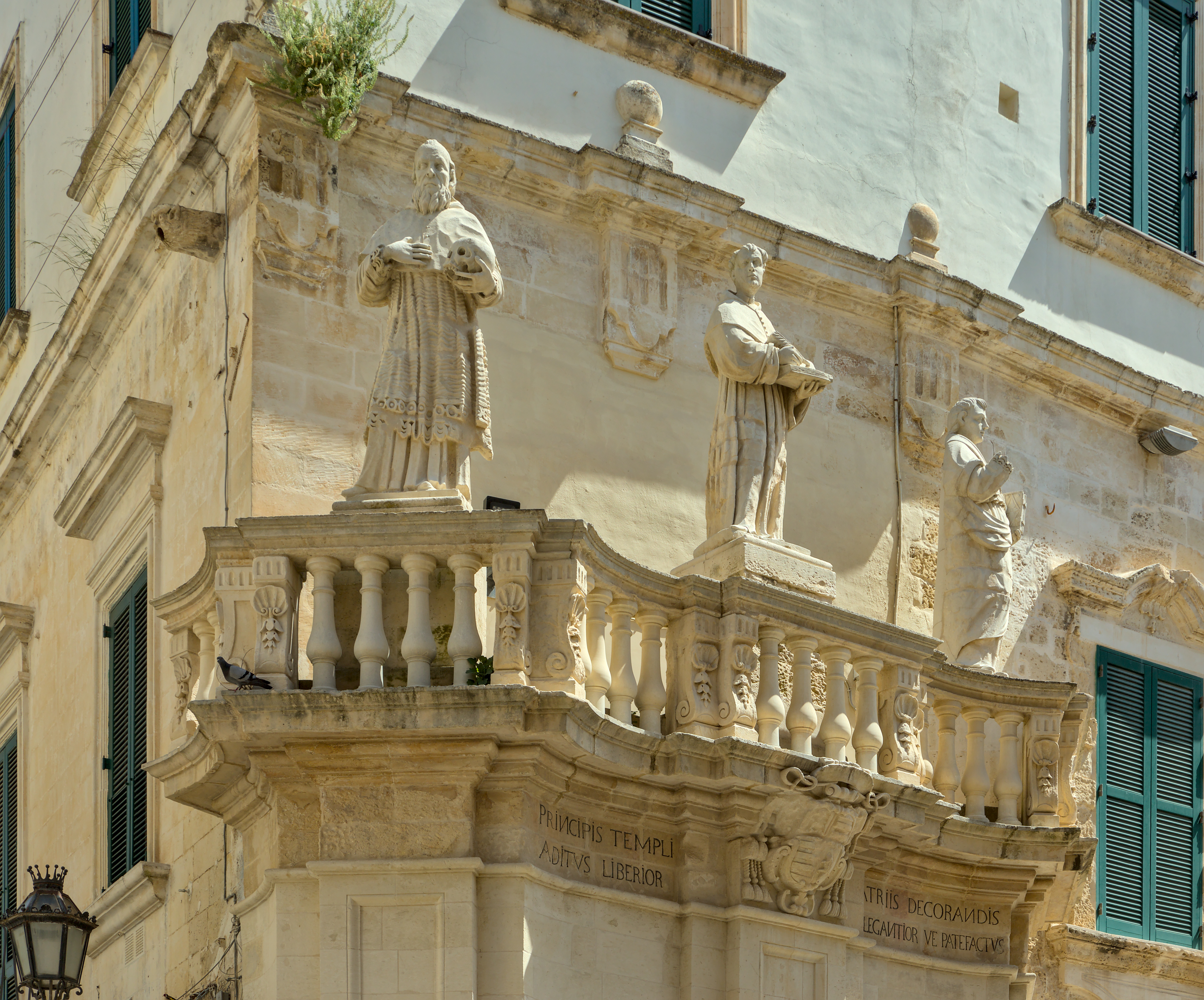
Statues à l'une des entrées (propylées)  de la place de la Cathédrale.

Intérieur
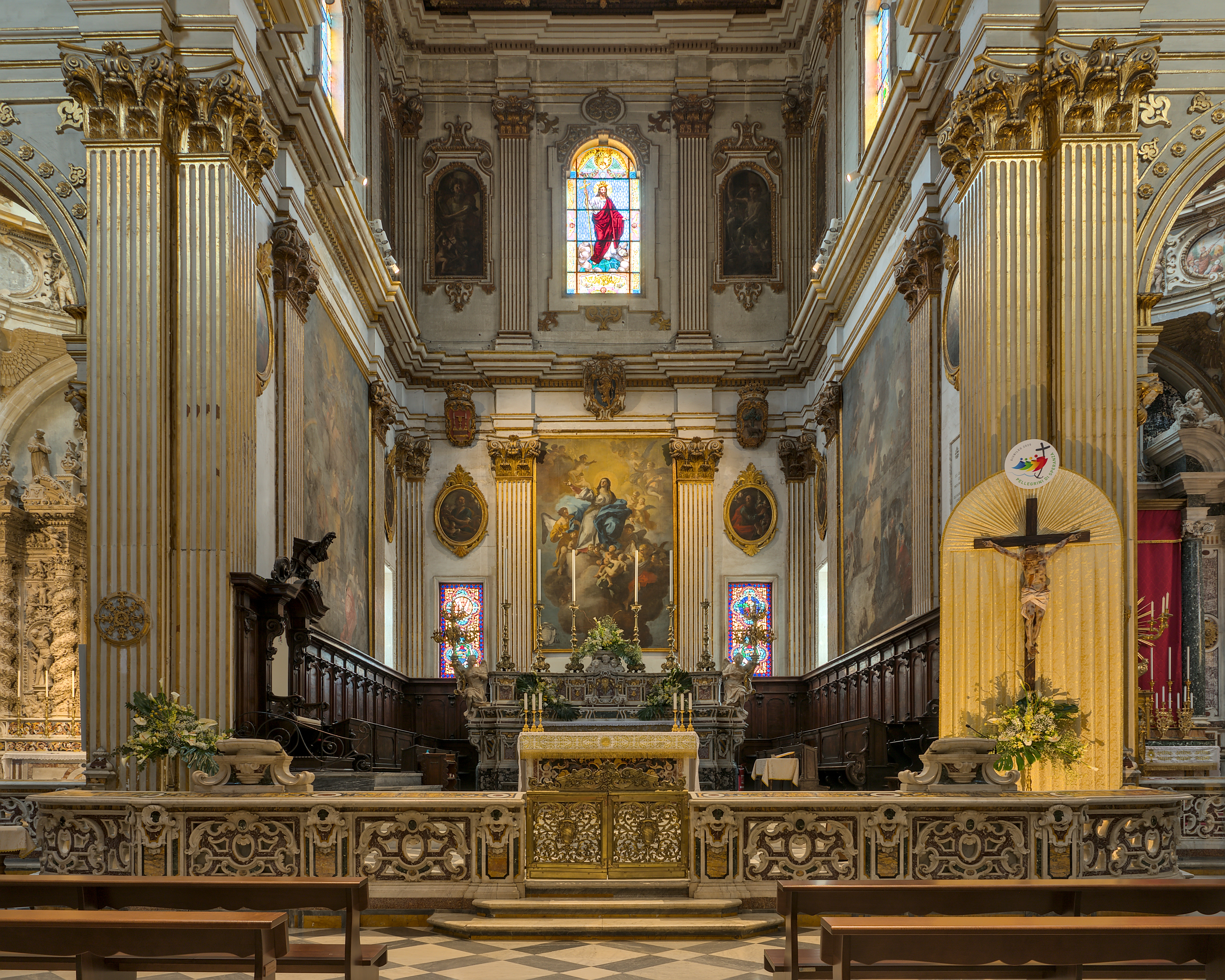
Le chœur.
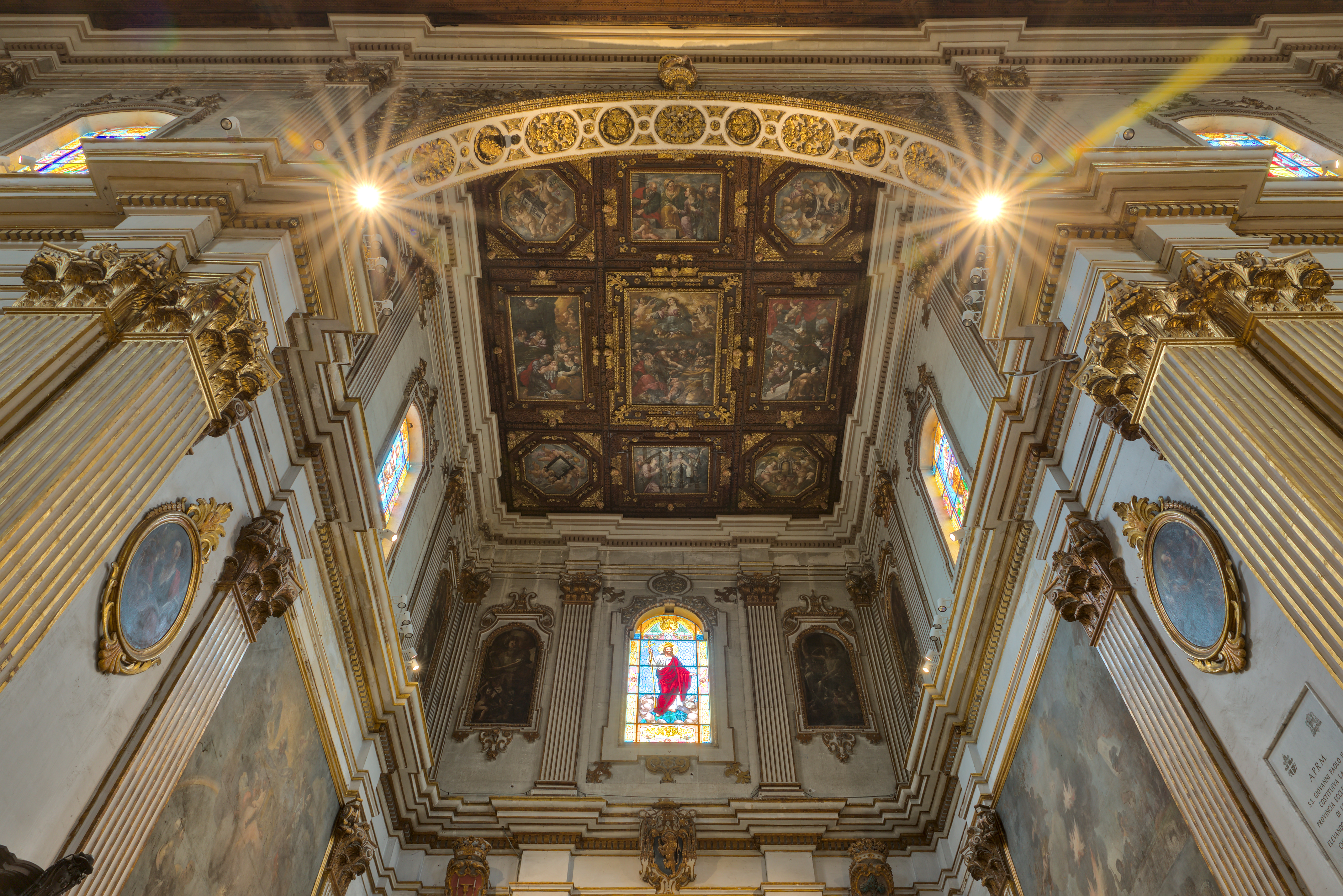
Plafond du chœur.
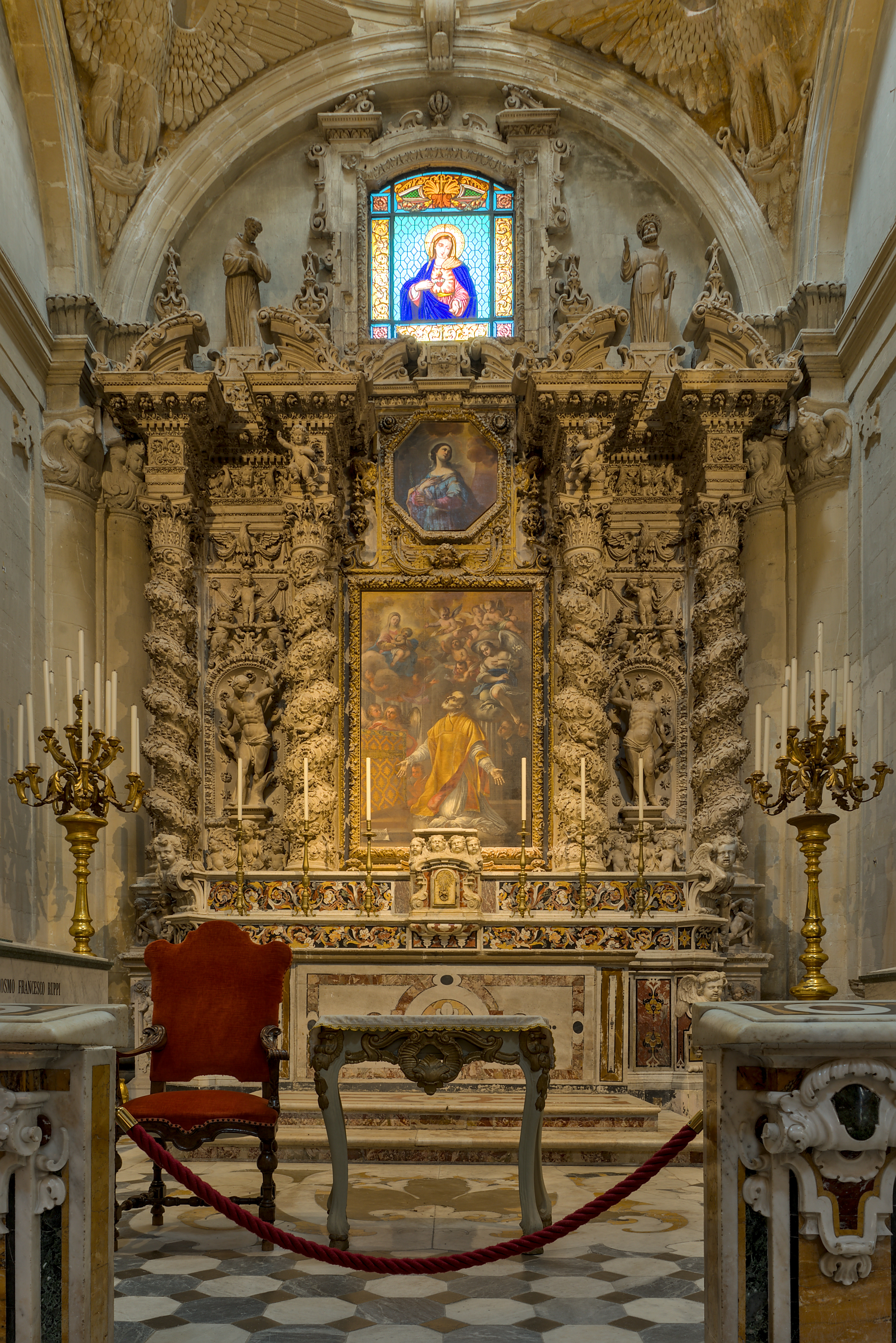
La chapelle de Saint-Philippe Néri.
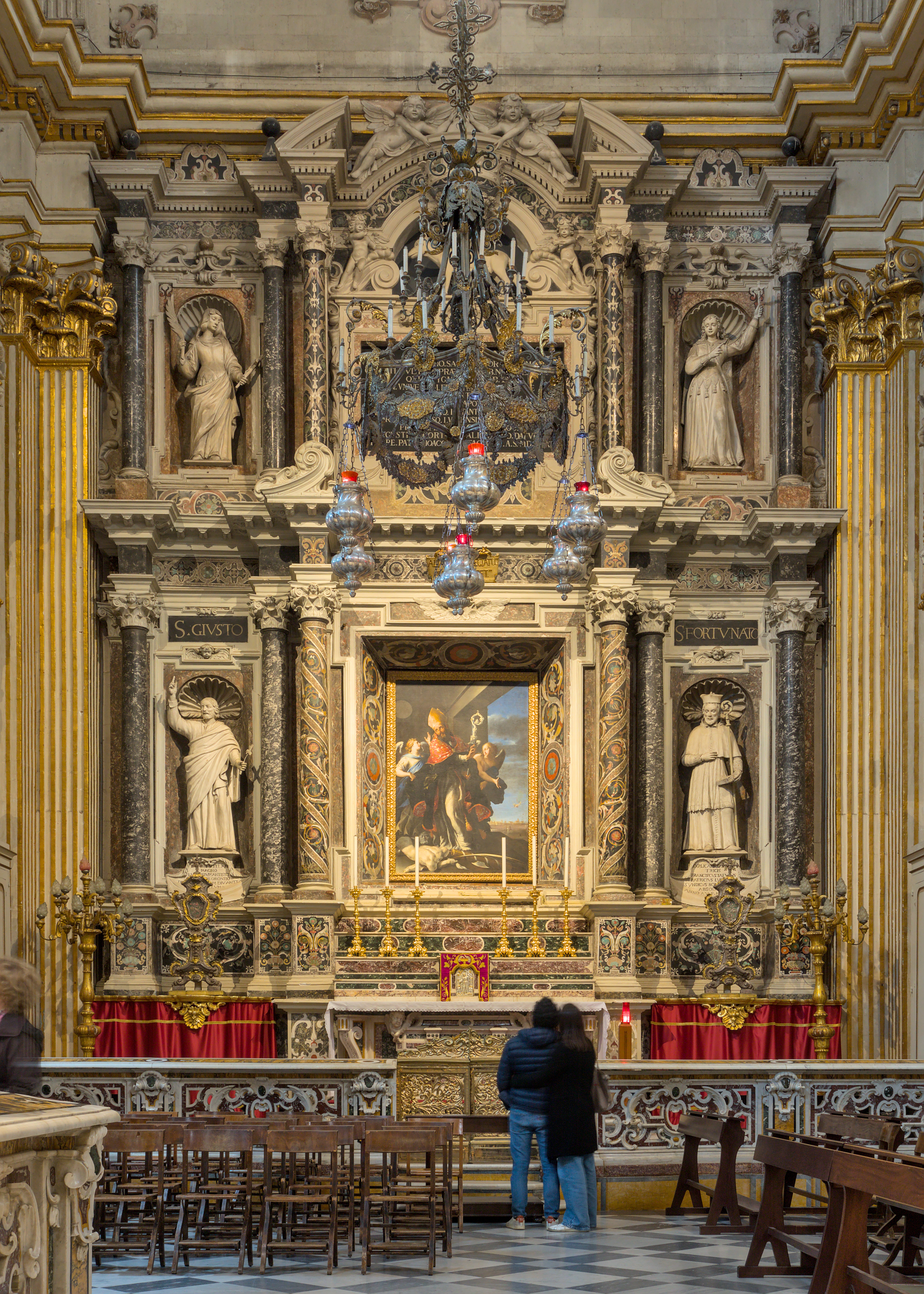
La chapelle de Saint-Oronce.
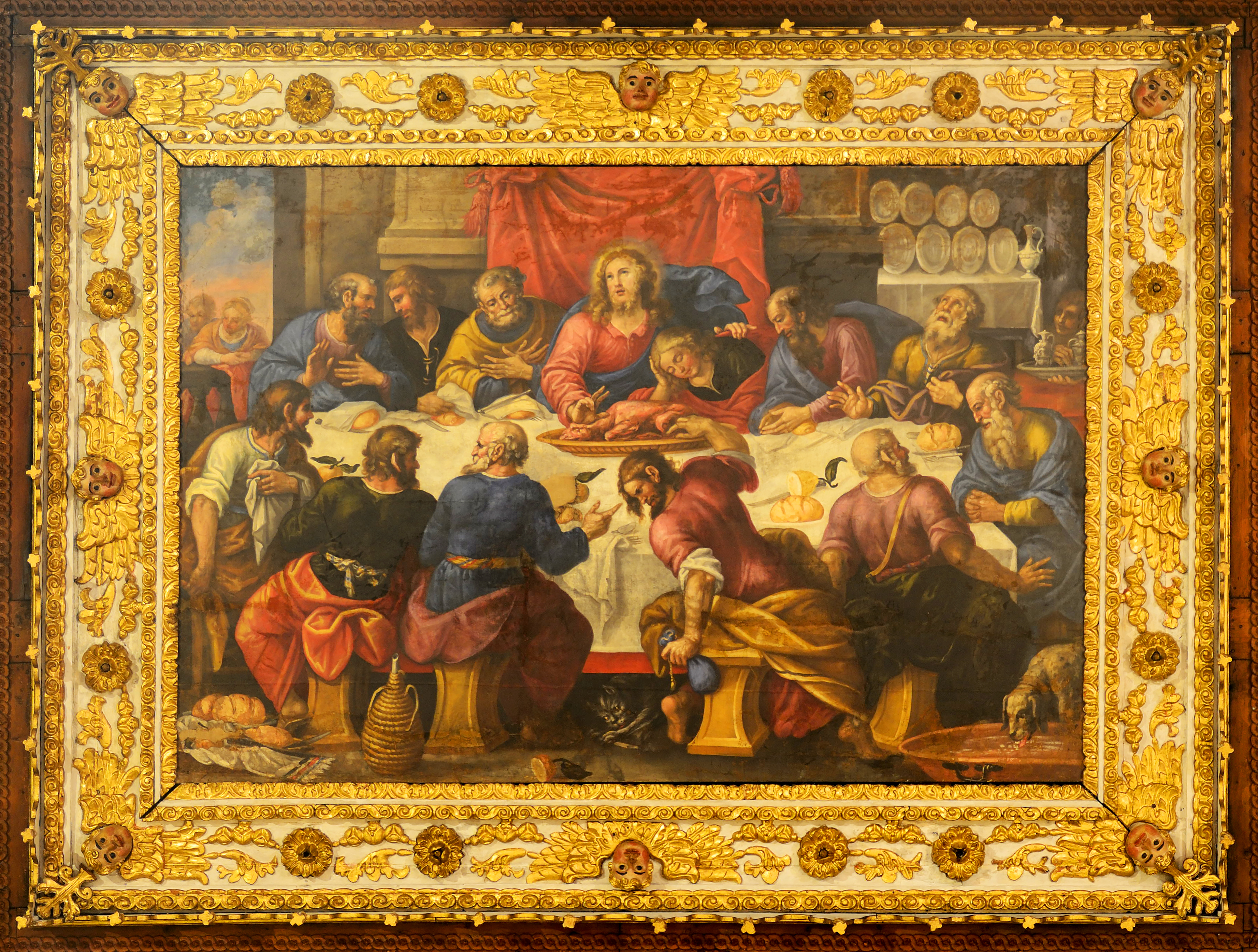
La Cène, sur le plafond de la cathédrale.